# تورامانا كشمير
تورامانا كشمير، "سيد تورامانا"، حاكمًا لكشمير في القرنين السادس والسابع الميلاديين. كثيرًا ما أُطلق على هذا الحاكم اسم "تورامانا الثاني" في دراسات علم العملات، ولكن هذا الاسم يُستخدم الآن للإشارة إلى حاكم سابق من ألشون هون في كابولستان : تورامانا الثاني.

## أحفاد الهون الألشون
عُثر على العملات النحاسية لتورامانا كشمير على نطاق واسع في منطقة كشمير، جنبًا إلى جنب مع العملات المعدنية ذات الطراز المماثل لحكام آخرين مثل سري برافاراسينا وسري ميجافا وسري تويسينا. ويرجع تاريخ هذه العملات عمومًا إلى القرنين السادس والسابع الميلاديين، حيث تأتي عملات تورامانا في آخر التسلسل الزمني وتُنسخ لعدة قرون بعد ذلك. ومن المعروف أن حكامًا آخرين يحملون اسم تورامانا، مثل حكام ألشون هون المشهورين تورامانا وتورامانا الثاني.
بالنظر إلى الفترة الزمنية والموقع الجغرافي لحكام كشمير هؤلاء، وحقيقة أن أسماءهم متطابقة أو مشابهة لأسماء حكام الهون ألشون هون في شمال غرب الهند في القرنين الخامس والسادس، فمن "المرجح جدًا" أنهم كانوا من نسل الهون ألشون في منطقة كشمير. ومن المعروف أن الهون ألشون قد استقروا في منطقة غاندهارا وكشمير بعد هزائمهم في شمال غرب الهند.

### سك العملات
العملات المعروفة لتورامانا في كشمير هي من النحاس فقط. تتبع هذه العملات أنواع عملات الكوشانيين والكيداريين اللاحقين، حيث يظهر على وجهها ملك واقف وعلى ظهرها إلهة تحمل زهرة لوتس. يظهر اسم توراماما على نقش الوجه بخط براهمي يعود إلى القرنين الخامس والسادس الميلادي. أما على ظهرها، فيظهر النقش "كي-د-را" مكتوبًا عموديًا، مما قد يشير إلى احتلال الكيداريين السابق لكشمير. وظلت كلمة كيدارا مكتوبة على عملات كشمير حتى عهد سلالة كاركوتا.

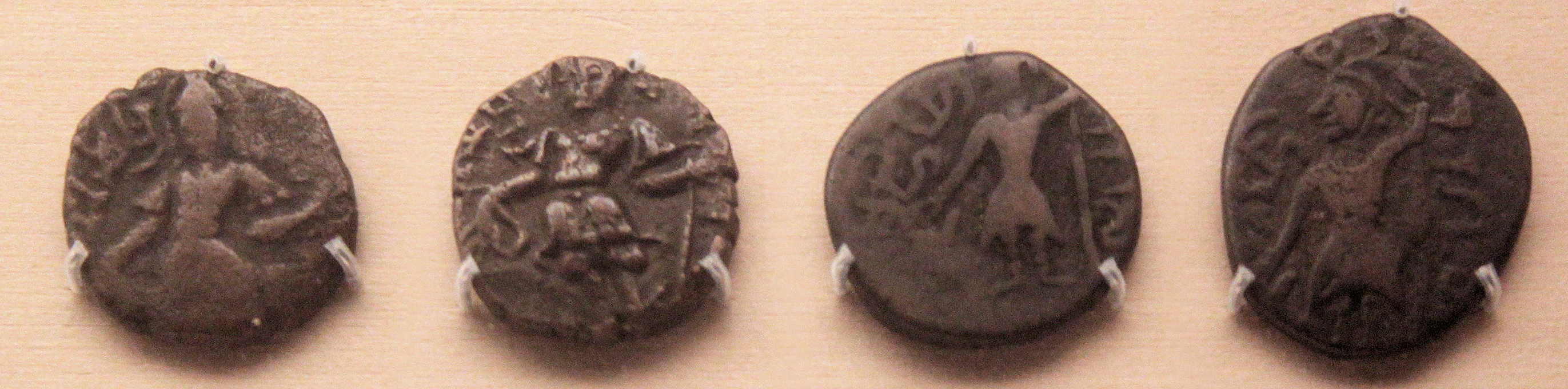
عملات تورامانا كشمير، متحف شنغهاي.

يظهر العديد من الحكام بأسماء ألشون في كتاب راجاتارانجيني لكالهانا (الذي ألف في القرن الثاني عشر الميلادي).
على الرغم من أن التسلسل الزمني لراجاتارانجيني ناقص إلى حد كبير، فقد أُكدت العديد من أسماء هؤلاء الحكام، وخاصة أولئك الذين ينتمون إلى ما يسمى سلالة جوناندا (الثانية)، من خلال اكتشافات العملات المعدنية في كشمير ويرجع تاريخها إلى القرنين السادس والسابع الميلاديين. ووفقًا لراج كومار، "لا يمكن الشك في ارتباط هذه العملة المعدنية بعلم كالهانا".
وفقًا لراجاتارانجيني، كان تورامانا ملك كشمير ابنًا لشريستاسينا (برافاراسينا الأول) وحفيدًا لميجافاهانا، وكان تابعًا لأخيه هيرانيا. ووفقًا للرواية، سجن هيرانيا تورامانا عندما طبع الأخير عملات ملكية باسمه. ويعزز اكتشاف عملات تورامانا ملك كشمير هذه القصة. ووفقًا لراجاتارانجيني، كان ابن تورامانا هو برافاراسينا الثاني، وقد عُثر على عملات أخرى باسمه.
وفقًا لراجاتارانجيني، خُلع هذا الخط من الحكام على يد براتاباديتيا، نجل مؤسس إمبراطورية كاركوتا الكشميرية، دورلابهافاردهانا.

## تقليد لاحق لعملة تورامانا في كشمير
ظلت عملات تورامانا في كشمير قيد الاستخدام وتُنسخ لعدة قرون بعد ذلك، حتى نهاية الحكم الهندوسي في كشمير ( سلالة لوهارا، 1003-1320 م). 

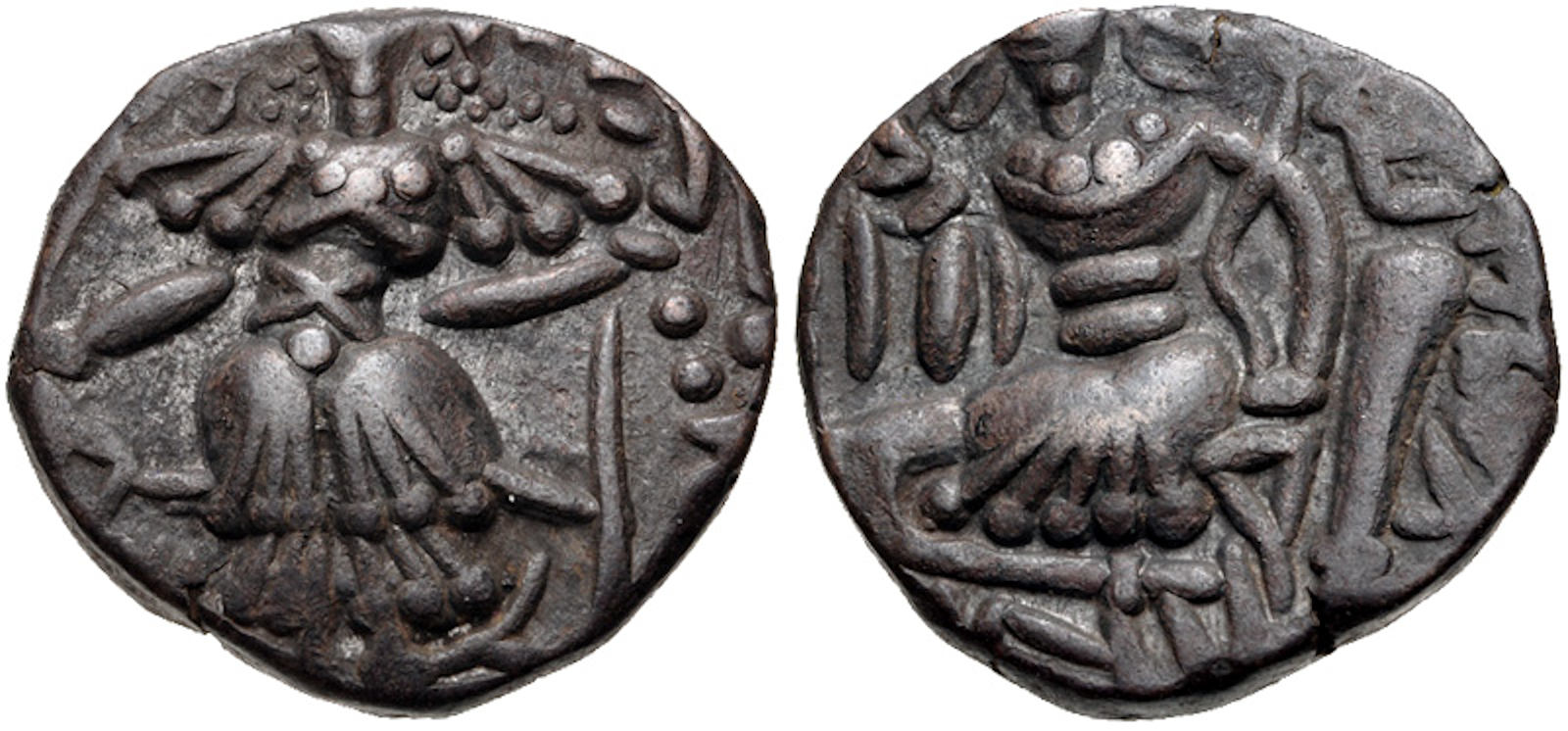
عملة معدنية لخلفاء تورامانا في كشمير، يعود تاريخها إلى عام 855 ميلادي.
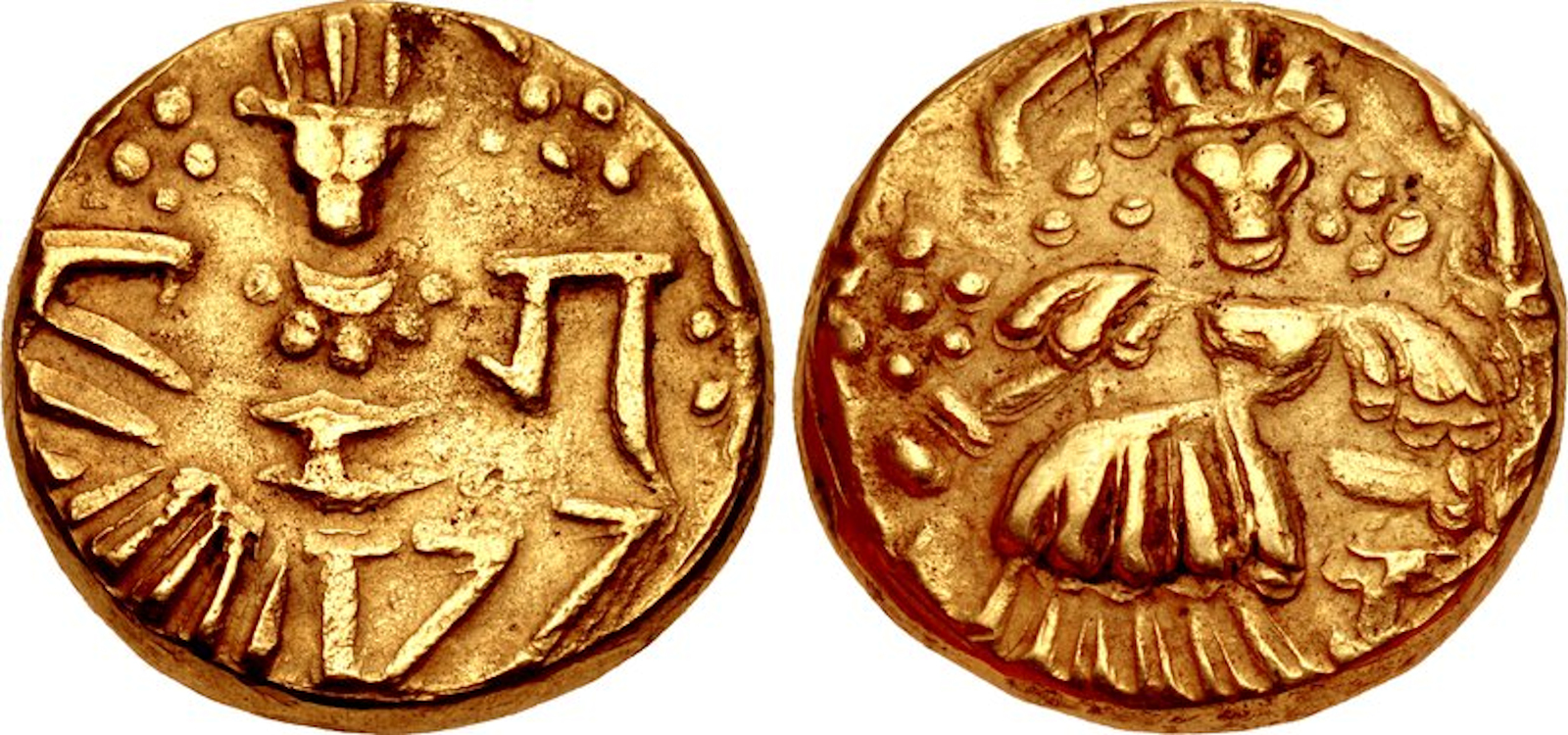
عملة جاغاديفا من سلالة فوباديفا ( سلالة لوهارا، كشمير). ١١٩٩-١٢١٣ م. صورة منمقة لتورامانا واقفًا في مواجهة